# Medidas acordadas para la conservación de la flora y fauna de la Antártida
Las medidas acordadas para la conservación de la flora y fauna de la Antártida son un conjunto de medidas acordadas en la tercera Reunión Consultiva del Tratado Antártico en Bruselas en 1964, como recomendación número VIII. Es parte del Sistema del Tratado Antártico, pero fue designado como "no actual" en 2011. Su objetivo es fomentar la colaboración internacional en el marco del Tratado Antártico para promover y lograr los objetivos de protección, estudio científico y uso racional de esta fauna y flora.

## Ratificación
La convención fue ratificada tanto por miembros cuya ratificación fue requerida para la entrada en vigor como por otros.
| País            | Fecha                   | Requerido para la entrada en vigor |
| --------------- | ----------------------- | ---------------------------------- |
| Alemania        | 17 de febrero de 1981   | No                                 |
| Argentina       | 3 de septiembre de 1965 | Sí                                 |
| Australia       | 2 de septiembre de 1964 | Sí                                 |
| Bélgica         | 7 de diciembre de 1964  | Sí                                 |
| Brasil          | 27 de octubre de 1986   | No                                 |
| Chile           | 26 de febrero de 1965   | Sí                                 |
| China           | 11 de diciembre de 1985 | No                                 |
| Corea del Sur   | 10 de mayo de 1995      | No                                 |
| España          | 8 de abril de 1988      | No                                 |
| Estados Unidos  | 27 de julio de 1966     | Sí                                 |
| Francia         | 17 de marzo de 1965     | Sí                                 |
| India           | 7 de marzo de 1988      | No                                 |
| Italia          | 22 de abril de 1987     | No                                 |
| Japón           | 19 de enero de 1965     | Sí                                 |
| Noruega         | 1 de diciembre de 1965  | Sí                                 |
| Nueva Zelanda   | 1 de diciembre de 1964  | Sí                                 |
| Polonia         | 11 de julio de 1977     | No                                 |
| Reino Unido     | 4 de diciembre de 1964  | Sí                                 |
| Sudáfrica       | 5 de octubre de 1964    | Sí                                 |
| Unión Soviética | 20 de febrero de 1965   | Sí                                 |
| Uruguay         | 10 de octubre de 1989   | No                                 |